# Oxygrammitis
Oxygrammitis, novi rod pravih paprati (papratnice) iz potporodice Grammitidoideae,. dio porodice Polypodiaceae, red Polypodiales. 
Postoje dvije vrste u Maleziji. Rod je opisan u Taxon 72(5): 992 (2023).. 

## Vrste
1. Oxygrammitis denticulata (Blume) Parris & Sundue
2. Oxygrammitis undosa (Baker) Parris & Sundue

## Sinonimi
Nema.